# Claudio Pazienza
Claudio Pazienza (Roccascalegna, 1962) è un regista italiano.
È vincitore dell'European Documentary Award – Prix Arte 1998 un European Film Awards per il miglior documentario.

## Biografia
È emigrato nel Limburgo belga da piccolo, poi ha studiato prima nelle scuole italo-fiamminghe di Eisden e poi presso la European School of Mol. Nel 1985 si è laureato in etnologia europea all'Università Libre di Bruxelles. Viene iniziato alla fotografia e al cinema mentre frequenta regolarmente la Cinemathéque Royale de Belgique.
Ha prodotto film dal 1986 e ha fondato la sua compagnia "Komplot sprl" nel 1998.
Il film Sottovoce ha ricevuto diversi premi: Premio della prima opera al festival Filmer a Any Price, Bruxelles 1993; Premio per il miglior film al SulmonaCinema, Sulmona, Italia 1993; Premio Scam Maeterlinck Discoveries, Bruxelles, 1994. Si tratta di un film ambientato nel borgo di Roccascalegna, Abruzzo. La storia è incentrata sulla leggenda del barone Corvo de Corvis, trasformato in un mito dagli abitanti del villaggio, questo personaggio, nella sua imbracatura rinascimentale, seguito dal suo corvo, ritorna in carne e ossa nel villaggio, nel tempo presente. L'evento del passato viene rivissuto nel presente, nella vita del villaggio scandita da feste locali benedette dal sacerdote.

## Filmografia
- L'arteriosclerosi (1985)
- Oggi è Primavera"(1988)
- Un po' di febbre (1991)
- Sottovoce (1993)
- De Bouche à Oreille (1995)
- Tableau avec Chutes (1997)
- Panamarenko (1997)
- La complainte du Progrès (1997)
- Oedipus Rex (2000)
- Esprit de biè re (2000)
- Ya Rayah (2000)
- Mic Mac (2002)
- L'argent (2002)
- Les îles Aran (2004)
- Scènes de chasse aux sangliers (2007)
- Archipels Nitrate (2009)
- Exercices de disparition (2011)

## Riconoscimenti

### European Documentary Award – Prix Arte
- 1998 - Premio all'European Documentary Award – Prix Arte 1998[2]